# ادی هارت
ادی هارت (انگلیسی: Eddie Hart؛ زادهٔ ۲۴ آوریل ۱۹۴۹) دونده اهل ایالات متحده آمریکا است.
وی در مسابقات کشوری و بین‌المللی در مجموع برندهٔ ۱ مدال طلا شده‌است.